# Municipio de Pebble (Ohio)
El municipio de Pebble (en inglés: Pebble Township) es un municipio ubicado en el condado de Pike en el estado estadounidense de Ohio. En el año 2010 tenía una población de 2553 habitantes y una densidad poblacional de 26,75 personas por km².

## Geografía
El municipio de Pebble se encuentra ubicado en las coordenadas 39°8′4″N 83°6′29″O / 39.13444, -83.10806. Según la Oficina del Censo de los Estados Unidos, el municipio tiene una superficie total de 95.46 km², de la cual 95.27 km² corresponden a tierra firme y (0.19%) 0.18 km² es agua.

## Demografía
Según el censo de 2010, había 2553 personas residiendo en el municipio de Pebble. La densidad de población era de 26,75 hab./km². De los 2553 habitantes, el municipio de Pebble estaba compuesto por el 97.26% blancos, el 0.82% eran afroamericanos, el 0.43% eran amerindios, el 0.24% eran asiáticos, el 0.04% eran isleños del Pacífico, el 0.16% eran de otras razas y el 1.06% pertenecían a dos o más razas. Del total de la población el 0.98% eran hispanos o latinos de cualquier raza.